# Ossimo
(Giovanni da Lezze, «Catastico bresciano», 1610)
Ossimo (Osèm in dialetto ossimese) è un comune italiano di 1 438 abitanti, della Val Camonica, provincia di Brescia in Lombardia.
È raggiungibile attraverso la strada provinciale 5 che sale da Malegno e porta a Borno.
Il territorio di Ossimo confina con diversi comuni: a est quello di Malegno e Cividate Camuno, a nord con Lozio e Schilpario, ad ovest quello di Borno, e a sud quello di Piancogno.

## Geografia fisica

### Territorio
Il comune di Ossimo si estende sul versante settentrionale della valle del Trobiolo, il cosiddetto Altopiano del Sole. Ossimo è formato da due abitati: Ossimo Inferiore, più a valle, e Ossimo Superiore, più a monte. Negli anni ´70 si è costituito un terzo nucleo abitativo, a fini turistici, chiamato Creelone (in dialetto camuno Creelu'), situato tra Ossimo Superiore e Villa di Lozio.
Una porzione di territorio comunale si insinua oltre lo spartiacque con la valle del Lanico tra i comuni di Borno e Lozio, arrivando al confine con la Provincia di Bergamo (comune di Schilpario). Il confine passa esattamente sulla vetta del Monte Sossino (2398 m), cima più elevata del comune di Ossimo.

## Origine del nome
Secondo gli studiosi, il nome Ossimo avrebbe due possibili derivazioni: una germanica, dalle radici Hòf-Höf, con il significato di “altezza”; una latina, Auximum, da un personale latino. Inoltre nelle carte del monastero di Santa Giulia di Brescia un documento del 950 ricorda il nome Ussium, probabilmente associabile a Ossimo.

## Storia
I primi insediamenti umani sull’Altopiano del Sole, avvennero intorno al 3000 a.C., e per quanto riguarda Ossimo, soprattutto nelle località di Pat e Asinino-Anvoia, dove saranno poi rinvenuti importanti reperti storici.

L’altopiano, con la conquista romana della Valle Camonica (16 a.C.), verrà abitato da molte famiglie di mercanti e militari, oltre ad essere utilizzato come luogo di villeggiatura da facoltose famiglie romane. 

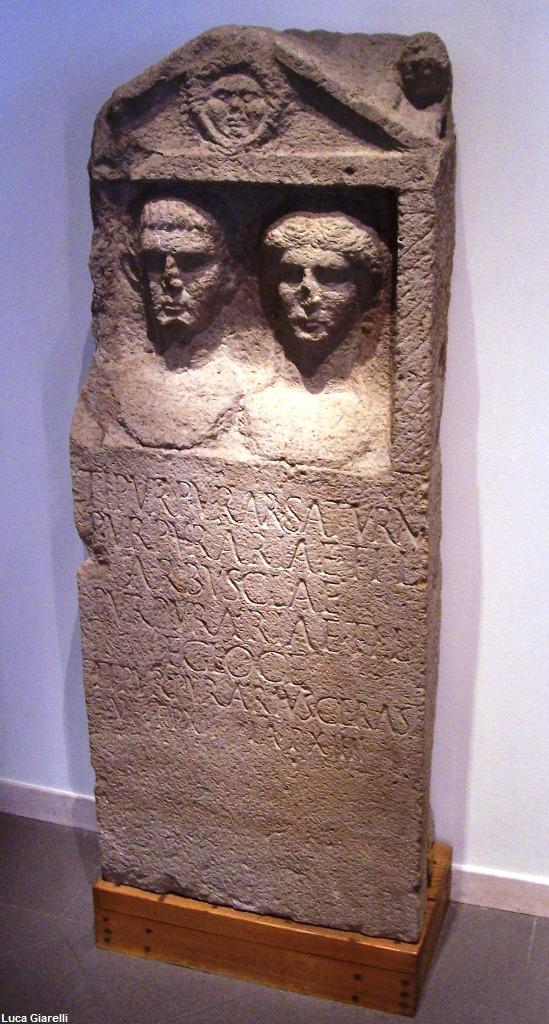
Cippo funerario di epoca romana conservato al Museo archeologico di Valle Camonica

Secondo Gabriele Rosa l'antica fornace della località Corni avrebbe fornito materiale laterizio a Cividate Camuno in epoca romana.
Nel 1309 il vescovo di Brescia Federico Maggi investe iure feudi dei diritti di decima nel territorio di Ossimo Guglielmo e Giovanni da Breno.
Il 19 ottobre 1336 il vescovo di Brescia Jacopo de Atti investe iure feudi dei diritti di decima nei territori di Breno, Borno, Astrio, Monno e Ossimo Girardo del fu Giovanni Ronchi di Breno.
Nel 1363 Ossimo è ricordato come paese ghibellino.
Il 15 maggio 1365 il vescovo di Brescia Enrico da Sessa investe iure feudi dei diritti di decima nei territori di Breno, Vione, Vezza, Sonico, Malonno, Berzo Demo, Astrio, Ossimo e Losine Giovanni e Gerardo del fu Pasino Federici di Mù.
Tra le infeudazioni del vescovo di Brescia, oltre a quelle sopracitate, si ricordano le famiglie Fostinoni, Rizzieri e Bona.
Alla pace di Breno del 31 dicembre 1397 i rappresentanti della comunità di Ossimo, Faustino Cerutto e il notaio Pietro Benvenuti, si schierarono sulla sponda ghibellina.
Nel 1658 i due centri di Ossimo superiore ed inferiore costituiscono due centri autonomi.
Nel 1670 la peste colpisce gravemente la zona e gli appestati vengono condotti al lazzaretto di Pat, dove fu edificata una cappella che ricorda il flagello.

### La perdita di Cogno
Fino a pochi decenni fa, Ossimo possedeva nel fondovalle parte della frazione di Cogno che era divisa tra i due comuni dell’Altopiano. La frazione nel 1961 contava 580 abitanti che versavano le tasse ai due comuni montani, a cui si aggiungevano circa cinque milioni di lire all’anno dall'imposta sull'industria del Cotonificio Olcese che risiedeva sul suo territorio. Quando già nell'anno 1959 i frazionisti chiesero il distacco dal Comune per costituire un nuovo comune al piano, costituito da Cogno e Pian di Borno, l'Amministrazione Comunale di Ossimo si dichiarò fin da subito contraria alla separazione per il timore di perdere degli utili essenziali alla stabilità del proprio bilancio comunale. Gli Ossimesi se la presero tanto con i frazionisti di Cogno quanto con i Bornesi che erano favorevoli al distacco delle frazioni, alla revisione dei confini e alla perdita di territori in favore del nascente nuovo comune. Le riunioni e le discussioni si protrassero per tre o quattro anni fino a quando la separazione fu approvata dal commissario prefettizio ed Ossimo fu praticamente obbligato a rinunciare a buona parte del suo territorio fondovallivo. Tuttavia per venire incontro agli Ossimesi sia il Comune di Borno sia quello di Piancogno sottoscrissero una dichiarazione che sarebbe stata "espressamente esclusa ogni eventualità di qualsiasi rivendicazione di patrimonio immobiliare fruttifero a danno del Comune di Ossimo a favore del costituendo comune, e ciò dietro spontanea profferta di frazionisti interessati, dalla quale i rappresentanti del primo prendono atto nell'intesa che l'accordo su questo argomento sia definitivo e irretrattabile".

### Feudatari locali
Famiglie che hanno ottenuto l'infeudazione vescovile dell'abitato:
| Famiglia | Stemma | Periodo  |
| Ronchi   |        | 1336 - ? |
| Federici |        | 1365 - ? |

### Simboli
Lo stemma e il gonfalone sono stati concessi con regio decreto del 16 novembre 1933.
Le tre torri presenti sullo stemma, rappresentano le tre frazioni che un tempo facevano parte del comune di Ossimo: Ossimo Superiore, Ossimo Inferiore e Cogno (che ora fa parte del comune di Piancogno). La ruota dentata allude alle attività industriali, mentre l'abete rappresenta i boschi, paesaggio principale dell'altopiano alpino di Ossimo e Borno.
Il gonfalone è un drappo di azzurro.

## Monumenti e luoghi d'interesse

### Architetture religiose

#### Ossimo Superiore
- Parrocchiale dei santi Gervasio e Protasio[14], del XIV secolo, ricostruita nel XVII. Ha un portale in pietra di Sarnico. La pala d'altare è di Antonio Guadagnini.
- Chiesa di San Carlo[14], legata alla presunta visita del Santo nel 1580.

Venne costruita in un luogo rialzato fuori dall'abitato e che troneggia la Val Camonica, per volere della comunità a seguito del ricordo della presunta visita del Cardinale Carlo Borromeo nel 1580, in segno di grande devozione.
La sua costruzione fu iniziata intorno al 1614, ma la sua erezione fu un'opera difficile: l'opera fu sospesa già nell'ottobre 1616 perché gli abitanti volevano amministrare per la costruzione di questo tempio i denari delle elemosine senza intervento del Rettore. La chiesa fu terminata solo nel 1618.
Usata per secoli, fu successivamente lasciata in disuso e subì grandi danni per il tempo e le infiltrazioni d'acqua. Nel 1986 il Gruppo Alpini di Ossimo Superiore si prese a cuore il restauro di questo tempio salvandolo alle rovine del tempo.
Al suo interno, nel piccolo presbiterio si trova un affresco del XVII secolo di autore ignoto che rappresenta (in basso) la
Maddalena e san Marco e (in alto) San Carlo in adorazione dinnanzi alla Vergine col Bambino.

#### Ossimo Inferiore

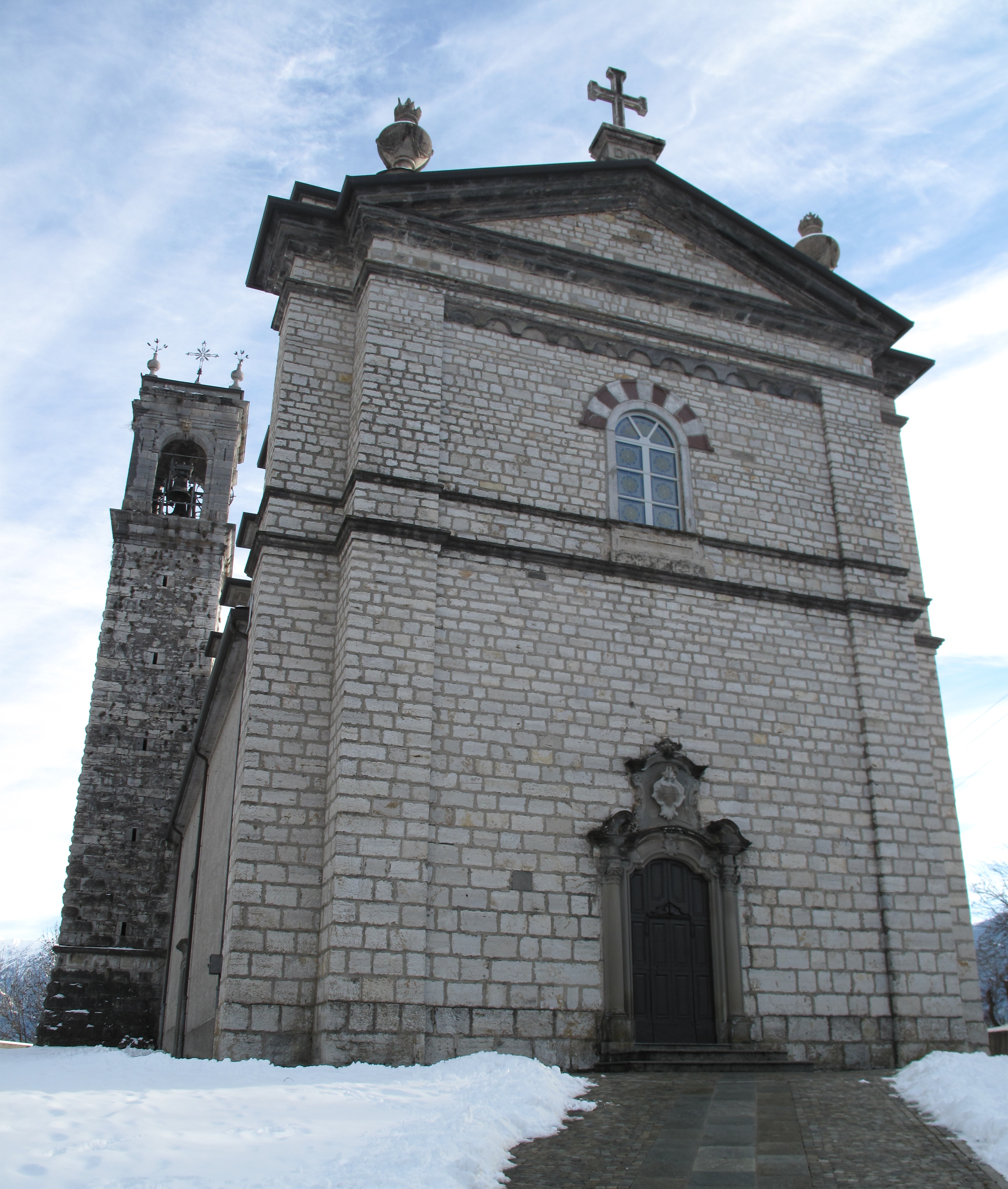
Chiesa Parrocchiale di Ossimo Inferiore

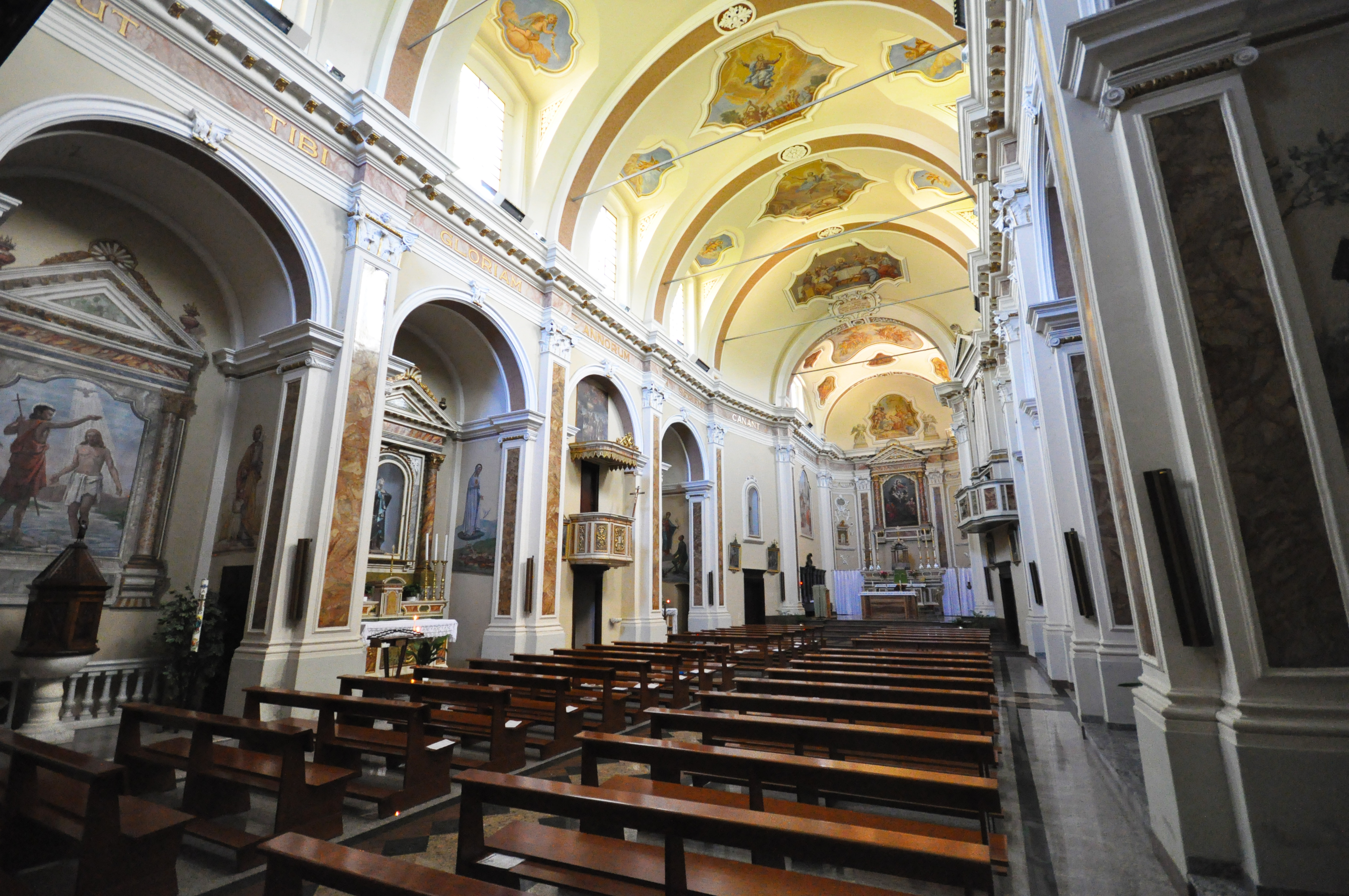
Chiesa Parrocchiale di Ossimo Inferiore (Interno)

- Parrocchiale dei Santi Cosma e Damiano[14], struttura barocca, ampliata nel 1905 su disegno di Fortunato Canevali. L'ingresso è in pietra di Sarnico.
- Chiesa di San Rocco[14], del XV secolo, contiene affreschi della scuola del Da Cemmo.

Venne costruita in un luogo campestre fuori dall'abitato per volere della comunità a seguito di un voto legato ad una pestilenza, che colpì il paese nel 1504. Il primo documento che la nomina è la revisione dei confini comunali risalente al 1511.
L'antica struttura (la quale, oltre a San Rocco, ricordava San Sebastiano) era come una grande santella, aperta sul davanti, con un porticato che funzionava per accogliere i pellegrini e i devoti e quanti venivano sorpresi da calamità naturali; una cancellata impediva l'accesso al presbiterio e alla piccola sagrestia.
Durante la sua presunta visita nel 1580, sarebbe stato lo stesso Cardinale Carlo Borromeo a imporre che la chiesa subisse dei cambiamenti nella parte della muratura: in particolare la chiesa avrebbe dovuto essere allungata e chiusa con una facciata.
Nel corso del 1600, il tempio fu utilizzato dalla confraternita dei Disciplini. Nel 1817 venne invece usata per riunirvi i malati della peste petecchiale.
Restaurata e munita d'un campanile nel 1876, la chiesa viene parzialmente distrutta da una bomba d'aereo il 6 aprile 1945, ma otto anni dopo, per volere del Parroco Don Giovan Maria Spiranti e dell'intera contrada, viene ricostruita. All'inizio del XXI secolo ha subìto un restauro conservativo.
Al suo interno, nella parete centrale del presbiterio, è conservata una statua di S. Rocco del XIX secolo opera dallo scultore tirolese Luigi Kostnef.

### Patrimoni dell'umanità UNESCO
- Parco archeologico di Asinino-Anvòia

## Società

### Evoluzione demografica
Abitanti censiti

### Tradizioni e folclore
Gli scütüm sono nei dialetti camuni dei soprannomi o nomignoli, a volte personali, altre indicanti tratti caratteristici di una comunità. Quello che contraddistingue gli abitanti di Ossimo Superiore è Gàcc (gatti) e di Ossimo inferiore è  Sorec (topi).

## Cultura

### Musei
- Museo etnografico Ossimo Ieri

### Feste
Ogni anno a Ossimo Superiore si tiene la cosiddetta "Sagra del Porsèl": all'interno di alcune cantine si assiste alla lavorazione della carne suina per la creazione dei salami.

### Guinness dei Primati
Al Comune di Ossimo sono stati assegnati ben 3 premi del Guinness dei Primati:
- Il Salame più lungo del mondo (131,31 metri)
- Il Salame più pesante del mondo (367 kg)
- Il Cucchiaio più grande del mondo

## Amministrazione
| Periodo        | Periodo        | Primo cittadino          | Partito                         | Carica  | Note |
| -------------- | -------------- | ------------------------ | ------------------------------- | ------- | ---- |
| 7 giugno 1993  | 28 aprile 1997 | Simone Maggiori          | DC                              | Sindaco |      |
| 28 aprile 1997 | 30 maggio 2006 | Francesca Franzoni       | lista civica                    | Sindaco |      |
| 30 maggio 2006 | 16 maggio 2011 | Damiano Celestino Isonni | lista civica                    | Sindaco |      |
| 16 maggio 2011 | in carica      | Cristian Farisé          | lista civica di centro-sinistra | Sindaco |      |